# 이랑서
이랑서(한국 한자: 李朗瑞, 1994년 7월 21일~)은 대한민국의 배우이다.

## 학력
- 제천간디학교 (졸업)
- Deer lsle-Stoninton Highschool (졸업)
- 서울예술대학교 연기과 전문학사 (졸업)

## 드라마
- 2025년 MBC 《모텔 캘리포니아》 - 조진아 역
- 2022년 ENA 《이상한 변호사 우영우》 - 김정희 역
- 2021년 SBS 《모범택시》 - 유데이터 직원 역
- 2020년 JTBC 《선배 그 립스틱 바르지 마요》 - 효주 보조 역
- 2020년 tvN 《청춘기록》 - 진상 손님 역
- 2020년 KBS2 《그놈이 그놈이다》 - 편의점 알바 역
- 2020년 KBS2 《출사표》 - 티저영상 도서관 역
- 2020년 웹드라마 《인서울2》 - 느리 역
- 2020년 JTBC 《쌍갑포차》 - 어린이 귀신 역
- 2020년 tvN 《하이바이, 마마!》 - 민정 후배 역
- 2019년 tvN 《사랑의 불시착》 - 북 간호사 역
- 2017년 SBS 《수상한 파트너》 - 최현우 역
- 2016년 tvN 《혼술남녀》 - 공시생 역
- 2016년 SBS 《딴따라》 - 여대생 역

## 영화
- 2016년 순례자의 조상
- 2016년 위대한 소녀 - 정류장 여중생 역
- 2019년 엑시트 - 구름정원 알바생1 역
- 2023년 빅슬립 - 초은 역

## 뮤지컬
- 2022년 말리의 어제보다 특별한 오늘 - 멀티 (여) 역
- 2019년 앤 - 앤 3/ 루비 역
- 2019년 러브 쏭 쓰루
- 2019년 제12회 대구국제뮤지컬페스티벌 - 투란도트Turandot - 류 역